# Montipora gaimardi
Montipora gaimardi is een rifkoralensoort uit de familie van de Acroporidae. De wetenschappelijke naam van de soort is voor het eerst geldig gepubliceerd in 1897 door Bernard.